# Osoe-dong
Osoe-dong là một dong, phường của Gangseo-gu ở Seoul, Hàn Quốc. Nó là một dong pháp lý (법정동 法定洞) quản lý bởi dong hành chính (행정동 行政洞), Gonghang-dong.
Asiana Airlines có trụ sở chính, Asiana Town, ở Osoe-dong.

## Liên kết
- Trang chính thức Gangseo-gu[liên kết hỏng]
- (tiếng Hàn) Bản đồ Gangseo-gu Lưu trữ ngày 30 tháng 10 năm 2004 tại Wayback Machine tại trang chính thức Gangseo-gu
- (tiếng Hàn) Văn phòng dân cư Dong của Gangseo-gu Lưu trữ ngày 4 tháng 12 năm 2012 tại archive.today